# ميتش برايان
ميتش برايان (بالإنجليزية: Mitch Brian)‏ هو كاتب سيناريو أمريكي، ولد في 15 أكتوبر 1961.

## وصلات خارجية
- ميتش برايان على موقع IMDb (الإنجليزية)
- ميتش برايان على موقع قاعدة بيانات الفيلم (الإنجليزية)